# Fed Cup 2018 Wereldgroep II
De Fed Cup 2018 Wereldgroep II is het op een na hoogste niveau van de Fed Cup 2018.
De wedstrijden werden gespeeld op 10 en 11 februari 2018.

## Deelnemers
Acht landen namen deel aan Wereldgroep II:
geplaatst
1. Rusland
2. Italië
3. Oekraïne
4. Roemenië

ongeplaatst
- Slowakije
- Spanje
- Australië
- Canada

## Reglement
Het ITF Fed Cup comité bepaalt welke vier landen geplaatst worden, aan de hand van de ITF Fed Cup Nations Ranking. Hun tegenstanders worden door loting bepaald. Welk land thuis speelt, hangt af van hun vorige ontmoeting (om de andere), dan wel door loting als zij niet eerder tegen elkaar speelden. Een landenwedstrijd bestaat uit (maximaal) vijf "rubbers": vier enkelspelpartijen en een dubbelspelpartij. Het land dat drie "rubbers" wint, is de winnaar van de landenwedstrijd.
De vier winnende landen krijgen een kans om voor het volgend jaar te promoveren naar Wereldgroep I. Zij doen dat door deel te nemen aan de Wereldgroep I play-offs.
De vier verliezende landen krijgen een kans om zich te behoeden voor degradatie naar hun regionale zone. Zij doen dat door deel te nemen aan de Wereldgroep II play-offs.

## Loting en uitslagen
| locatie     | ondergrond    | thuisspelend land | uitslag | uitspelend land |
| ----------- | ------------- | ----------------- | ------- | --------------- |
| Bratislava  | hardcourt (i) | Slowakije         | 4-1     | Rusland (1)     |
| Chieti      | gravel (i)    | Italië (2)        | 3-2     | Spanje          |
| Canberra    | gras          | Australië         | 3-2     | Oekraïne (3)    |
| Cluj-Napoca | hardcourt (i) | Roemenië (4)      | 3-1     | Canada          |

### Vervolg
- Australië, Italië, Roemenië en Slowakije gingen naar de Fed Cup 2018 Wereldgroep I play-offs.
- Canada, Oekraïne, Rusland en Spanje gingen naar de Fed Cup 2018 Wereldgroep II play-offs.